# Laurence Kinlan
Laurence Kinlan (Dublin, 3 februari 1983) is een Ierse acteur. Kinlan is het meest bekend door zijn rol in Ned Kelly, waar hij de rol Dan Kelly speelde. Ook had Kinlan een rol in de film Artemis Fowl uit 2020.

## Biografie
Kinlan, geboren in Dublin is de zoon van Larry en Mary Kinlan. Ze woonden in de binnenstad van Dublin. Zijn vader stierf na een langdurige heroïneverslaving. Laurence was pas 10 toen zijn vader stierf. Laurence verliet school op 16-jarige leeftijd om een acteercarrière te beginnen.
Kinlan heeft 2 zonen, Oren en Ollie.

## Filmografie

### Films
| Jaar | Titel                   | Rol                        |
| ---- | ----------------------- | -------------------------- |
| 1998 | Soft Sand, Blue Sea     | David                      |
| 1999 | Angela's Ashes          | Older Paddy Clohessy       |
| 2000 | Country                 | Michael                    |
| 2000 | Saltwater               | Joe Beneventi              |
| 2000 | An Everlasting Piece    | Mickey                     |
| 2001 | On the Nose             | Kiaran Delaney             |
| 2001 | Last Days in Dublin     | N/A                        |
| 2003 | Ned Kelly               | Dan Kelly                  |
| 2003 | Veronica Guerin         | Timmy (14-year-old Junkie) |
| 2003 | Intermission            | Drug Dealer                |
| 2004 | The Halo Effect         | Thief                      |
| 2005 | Boy Eats Girl           | Henry                      |
| 2005 | Breakfast on Pluto      | Irwin                      |
| 2006 | Johnny Was              | Michael                    |
| 2006 | Small Engine Repair     | Tony                       |
| 2007 | My Boy Jack             | Doyle                      |
| 2011 | The Guard               | Photographer               |
| 2012 | Immaturity for Charity  | Meerdere Rollen            |
| 2013 | Jimi: All Is by My Side | John                       |
| 2015 | Traders                 | Ger                        |
| 2020 | Artemis Fowl            | Beachwood Short            |
| 2021 | Deadly Cuts             | N/A                        |
| 2021 | Utvandrarna             | Pastor Jackson             |

### Korte Films
| Jaar | Titel                       | Rol      |
| ---- | --------------------------- | -------- |
| 2016 | Radio Room: Nobody Told You | Killer   |
| 2017 | Ed Sheeran: Galway Girl     | Zichzelf |

### Series
| Jaar | Titel             | Rol          |
| ---- | ----------------- | ------------ |
| 1999 | The Bill          | Liam Ryan    |
| 2001 | On Home Ground    | John King    |
| 2012 | Vexed             | Ian          |
| 2014 | Love/Hate         | Elmo         |
| 2014 | The Game          | IRA Man      |
| 2015 | Charlie           | Tony Gregory |
| 2017 | Mrs. Brown's Boys | Hannigan     |
| 2020 | Marcella          | Jack Healy   |

- International Standard Name Identifier: 0000 0000 4827 2516
- Library of Congress Control Number: no2007059428
- Nationale Bibliotheek van Israël: 987007318219805171
- Virtual International Authority File: 17002190
- WorldCat: E39PBJhCJbbQFxKjDf9wydGT73